# Софија Војиновић
Софија Војиновић (Чачак, 1991) српска је ликовна уметница која је  мастер и основне академске студије завршила је на Факултету ликовних уметности у Београду, на сликарском одсеку. Члан је УЛУС-а. Живи и своја ликовна дела ствара у Чачку.

## Ликовно стваралаштво
Софија Војиновић од 2018. године запоћиње нда се бави цретжима на којима истражује сенку. Тако су настали циклуси цртежа по називом:
- Предпоставка
- Дом у дому
- Сенке дома
- Сањарења

Ови циклуси цртежа сачињени су од скупа приказа предмета, сенки (које су биле присутне у неком простору и цртежу. Тако су сенке у њеним цртежима, које су припадале одређеном тренутку или догађају у њеном стваралаштву постале део сећања, која су на известан начин променила доживљавање простора, па су... тако сенке у њеним делима које су пратиле неке предмете или слике, тренутно постале насликане пројекције успомена, а истовремено и део простора у којем су постављене.

## Изложбе

### Самосталне изложбе:[3]
2024. Сањарења, ГСЛУ Ниш,  Салон 77,
2022. Дом у дому, средњи хол Дома културе у Чачку;
2021. Пред-поставка, Галерија Дома омладине Београда;
2018. Цртеж цртежа сенке цртежа, Галерија Рефлектор, Ужице;

### Групне изложбе:[3]
2022.
Нишки цртеж „Нови простори“, Галерија савремене ликовне уметности Ниш, Павиљон у Тврђави;
„И све смо ми то изградили, лико!“, Пожега;
Нови чланови УЛУС-а 2022, Уметнички павиљон „Цвијета Зузорић“, Београд;
2021.
Летња поставка, Алтернативни културни центар Гнездо, Крушевац;
2020.
„15. Међународни бијенале уметности минијатуре“, Модерна галерија, Културни центар Горњи Милановац;
Трећа годишња изложба „Чачани ликовни ствараоци“, Ликовни салон Дома културе Чачак;
2017.
Изложба „Млади 2017 – ово мења свет“ Ниш Арт Фондације, простор Фабрике Дувана Ниш; изложбени простор Андрићев Венац 2, Београд;
„10 година литографске радионице“, Галерија ФЛУ, Београд;
2016.
Изложба ликовне колоније „Чачак 2016“, Ликовни салон Дома културе Чачак;
„Млади 2016“, Галерија Надежда Петровић, Чачак;
2015.
„9. EX-YU конкурс за графику“, Галерија УЛУС-а, Београд;
Изложба радова студената факултета уметности, Галерија Народног музеја, Чачак;
Изложба „Млади 2015“ Ниш Арт Фондације, Галерија Куће Легата, Београд; Галерија Србија, Ниш;
„Почетак на крају“, Галерија ФЛУ, Београд.